# Coventry Telegraph

El Coventry Telegraph es un periódico local con formato de tabloide. Fue fundado en 1891 por William Isaac Iliffe como en primer periódico diario de Coventry, con el título de 'The Midland Daily Telegraph' (un periódico de formato asabanado de cuatro hojas que se vendía por medio penique la copia). Cambió su nombre por el de 'The Coventry Evening Telegraph' en 1941. Hoy en día pertenece al grupo Trinity Mirros, la mayor editorial de periódicos regionales del Reino Unido.
Su tirada diaria es de aproximadamente de 47.000 copias (julio-diciembre de 2007), con un número de lectores de alrededor de 140.000.
El 15 de noviembre de 1940 fue el único día en la historia del periódico en que no pudo ser publicado, debido al bombardeo que sufrió la ciudad.
Desde el lunes 2 de octubre del 2006, la publicación cambió de ser un diario de tarde a serlo de mañana. El periódico está disponible desde las seis de la mañana junto otros periódicos matutinos. Para reflejar este cambio, el nombre volvió a ser modificado, pasó a llamarse simplemente 'Coventry Telegraph'.
El cambio a periódico matutino vio un cambio en el énfasis por el 'Coventry Telegraph'. La edición impresa se concentra exclusivamente en noticias de la comunidad, dejando las noticias de última hora para la edición electrónica.
El 'Telegraph' se publica de lunes a sábado en las siguientes ediciones:
- Ciudad
- Warwickshire
- Nuneaton

La dirección de las principales oficinas es:
```
   157 Corporation Street
   Coventry
   CV1 1FP
```

En 1985, la emisora local de radio 'Mercia FM' y el 'Telegraph' formaron el 'Snowball Appeal', una organización de caridad cuyo objetivo es recaudar dinero para ayudar a los niños enfermos de Coventry y Warwickshire.
'Coventry Newspapers Ltd.' (director Debbie Davies) comprende junto al 'Telegraph' los siguientes periódicos:
- The Coventry Times (anteriormente 'The Coventry Citizen)
- The Nuneaton Tribune
- The Hinckley Times
- The Hinckley Herald & Classified Journal
- The Kenilworth, Warwick & Royal Leaminton Spa Times (anteriormente 'The Kenilworth Citizen')
- The Bedworth Echo
- The Rugby Times
- Midland FarmAid
- The Midweek Pink

Desde 1946 y hasta finales de abril de 2004, una publicación deportiva aparte ('The Pink') fue imprimida cada sábado por la tarde. Proporcionaba una cobertura exhausta y global del deporte de las Midlands, así como el deporte nacional e internacional. Los triunfos del Coventry City F.C. jugaron un importante papel en la venta de 'The Pink'. En la temporada futbolística de 1998-99, 'the Pink' se convirtió en el primer periódico vespertino regional en proporcionar informes en el mismo días de todos los partidos de la Premier. Desde finales de abril de 2004, 'the Pink' ha sido fusionado en las páginas del 'Telegraph' del domingo. El 'The Midween Pink', centrándose en el ámbito de deporte juvenil con artículos u fotografías de cada liga de fútbol de Coventry y Warwickshire fue publicado por primera vez en septiembre de 1997 y sigue siendo publicado cada miércoles.